# Elisabeth von Weida

Elisabeth von Weida – Darstellung auf ihrer Grabplatte

Elisabeth von Weida (* 1460/61; † 11. April 1532 in Gernrode) war von 1504 bis 1532 Äbtissin des freien weltlichen Stiftes Gernrode und Frose. Sie gilt als eine der wichtigsten Äbtissinnen in der Spätzeit des Stiftes Gernrode. Unter ihrer Herrschaft wurde im Stift die lutherische Lehre eingeführt. Dadurch wurde der Ort Gernrode nach Wittenberg eine der ersten evangelischen Stätten überhaupt. Ihrem Verhandlungsgeschick während der Bauernkriege ist es zu verdanken, dass das Stift von Zerstörungen verschont blieb. Sie erwies sich als gute Verwalterin und es gelang ihr, die bei ihrem Amtsantritt desolaten Finanzen des Stiftes zu sanieren.

## Herkunft

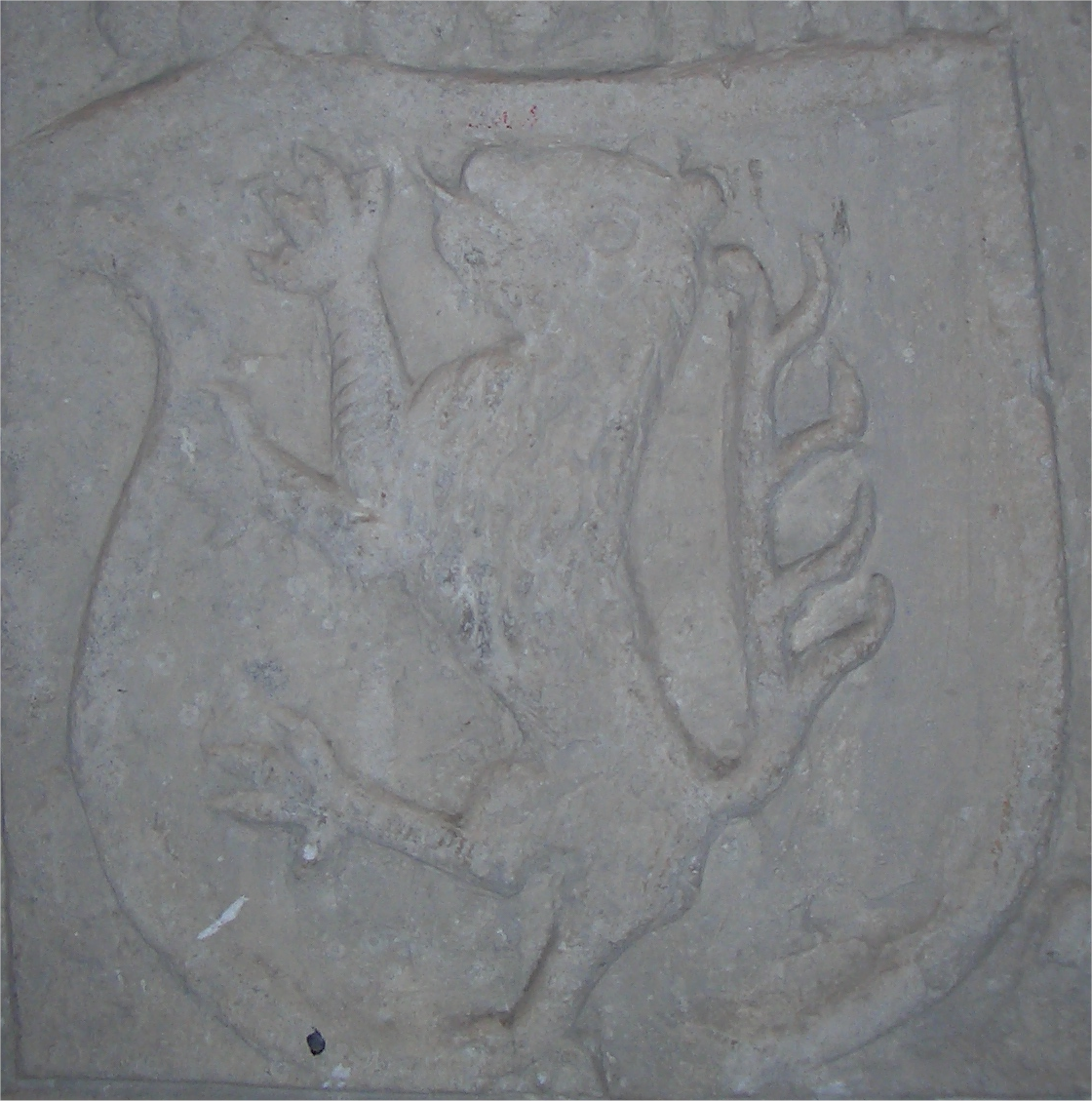
Wappen der Elisabeth von Weida, Darstellung auf ihrer Grabplatte

Elisabeth von Weida war das vierte von fünf Kindern aus der Ehe Heinrichs XXI., Vogt von Weida, mit Agnes Schenkin von Landsberg. Ihre Brüder waren Heinrich XXII. der Ältere, Vogt von Weida (1465 bis 1507), Heinrich XXIII. der Mittlere, Vogt von Weida (1507 bis 1510), sowie Heinrich XXIV. der Jüngere, Vogt von Weida (1510 bis 1531).
Über ihre Jugend sind kaum Informationen überliefert, auch ihr genaues Geburtsdatum ist nicht bekannt. Aber aus einem Brief des Kurfürsten Friedrich des Weisen von Sachsen und seines Bruders Johann an Ernst II. von Sachsen, den Erzbischof von Magdeburg, kann eventuell ein Rückschluss auf ihr ungefähres Geburtsjahr gezogen werden. In dem Brief ist die Rede davon, dass sich die Äbtissin Elisabeth mit einer Bitte an die Fürsten gewandt habe und sie ihr diese nicht abschlagen wollten, da gedachte Äbtissin mit uns erzogen. Daraus kann man schließen, dass sie 1460 oder 1461 geboren wurde. Die Inschrift ihrer Grabplatte ist an der Stelle beschädigt, wo ihr genaues Alter genannt wird; aus der restlichen Inschrift geht nur hervor, dass Elisabeth am 11. April 1532 starb.
Elisabeth scheint schon frühzeitig zusammen mit ihrer jüngeren Schwester Brigitte als Kanonissin in das Stift St. Servatius in Quedlinburg eingetreten zu sein. Auf Quedlinburg fiel die Wahl möglicherweise, da enge Beziehungen zwischen dem Stift Quedlinburg und dem Vogtland bestanden. Denn König Heinrich I. hatte dem Stift das Land zwischen Meißen und Böhmen als Dotation übergeben. Die Äbtissinnen von Quedlinburg ließen das Land von vier Orten aus durch Vögte verwalten, daher auch der Name Vogtland. Einer dieser Orte war Weida, die Heimat Elisabeths. Die Vögte von Weida gehörten zu den Vorfahren der Reußen im Vogtland, weshalb Elisabeth von Weida als Angehörige des Hauses Reuß gelten kann.
Elisabeth lebte bis zu ihrer Wahl zur Äbtissin des freien weltlichen Stiftes Gernrode und Frose im Jahr 1504 im Stift Quedlinburg.

## Herrschaft als Äbtissin des Stiftes Gernrode

### Verwaltung
Elisabeth von Weida kam nach ihrer Wahl zur Äbtissin im Jahr 1504 mit zwei Dienerinnen und ihrer Schwester Brigitte aus dem Stift St. Servatius in Quedlinburg nach Gernrode. Sie sollte die Nachfolgerin der am 31. August 1504 verstorbenen Scholastica von Anhalt im Amt der Äbtissin des Stiftes zu Gernrode und Frose werden. Auf sie war die Wahl gefallen, nachdem die Kandidatin Margarete von Warberg auf Grund der schweren finanziellen Probleme des Stiftes und aus gesundheitlichen Gründen die Annahme der Wahl abgelehnt und das Kloster verlassen hatte.
Papst Julius II. bestätigte ihre Wahl in einer Bulle vom 19. November 1504. Die Einführung in das Amt wurde vom Dompropst von Halberstadt geleitet.
Sie sah sich bei Amtsantritt mit ernsten Problemen konfrontiert, denn die Abtei, deren jährliche Einkünfte auf vier Mark Silbers veranschlagt wurden, war so verschuldet, dass sie mit privaten Mitteln zu Hilfe kommen musste.
Die hauptsächliche Ursache der Verschuldung lag in einem Rechtsstreit, der unter ihrer Vorgängerin Scholastica gegen den Bischof von Halberstadt begonnen hatte. Der Streit zog sich bereits seit 24 Jahren hin und es war noch kein Ende abzusehen. Inhaltlich ging es um einen durch das Bistum Halberstadt angelegten künstlichen See zwischen Aschersleben und Gatersleben, dem sogenannten Ascherslebener See. Als aus dem neuen See Nutzen gezogen werden sollte, beanspruchten das Bistum Halberstadt und das Stift Gernrode jeweils für sich die Fischereirechte. Die Halberstädter führten an, dass sie den See angelegt hätten, wohingegen die Gernröder anführten, dass der See zu großen Teilen auf Flächen des Stiftes Frose liege und der Äbtissin von Gernrode die Aufsicht zustehe. Darüber hinaus beschwerte sich Frose bei der Äbtissin darüber, dass durch den See Stiftsäcker und Wiesen überschwemmt würden. Scholastica hatte gegen Ernst II. von Sachsen, den Erzbischof von Magdeburg, als Administrator des Bistums Halberstadt vor dem geistlichen Gericht in Rom geklagt. Ihre Brüder, die Askanier Waldemar und Georg von Anhalt, hatten zu dem Prozess geraten. Mit dem Gernröder Kapitel wurde am 13. Dezember 1484 ein förmlicher Vertrag geschlossen, in dem die Fürsten für die Prozesskosten mit der Hälfte der zu erstreitenden Güter belehnt werden sollten (ZR 991, 992). Als der Prozess immer länger dauerte und die Ausgaben immer höher wurden, verweigerten sie die für den 18. November 1485 geplante Verlängerung des Vertrages und die Äbtissin musste allein weiterprozessieren. Das Stift musste nun die Kosten allein aufbringen. Darüber hinaus gaben die Agenten des Stiftes in Rom das Geld, welches ihnen zur Führung des Prozesses mitgegeben worden war, aus, ohne dass der Prozess vor dem geistlichen Gericht beendet war.

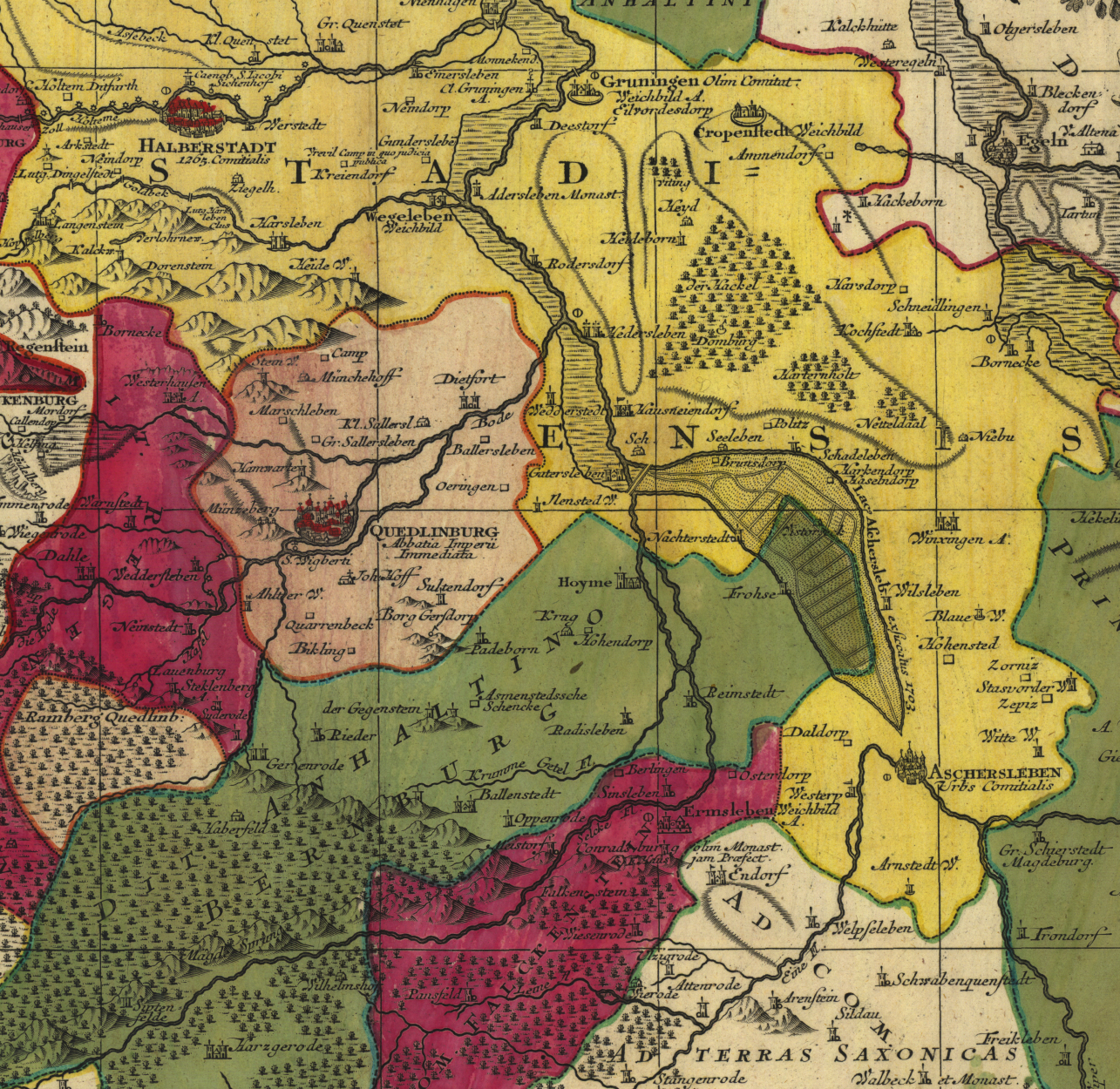
Darstellung des Sees in einer Karte von 1735

Wie schlecht es um das Stift stand, kann aus der Tatsache ersehen werden, dass sich das Kapitel unter Scholastica außerstande sah, die zwei Mark Silber aufzubringen, welche jährlich für die Exemtion des Stiftes an den Heiligen Stuhl zu zahlen waren. Der Kollektor der päpstlichen Kammer erließ dem Stift am 12. August 1489 die ausstehende Summe in Höhe von 50 rheinischen Floren. Er einigte sich mit Scholastica dahingehend, dass wegen der eingetretenen Verarmung des Stiftes jährlich nur noch acht rheinische Floren anstatt der bisherigen zwei Mark Silber bezahlt werden sollten.
Zunächst setzte Elisabeth den Prozess fort, versuchte aber im Jahr 1506 eine gütliche Einigung herbeizuführen, die aber wegen neuer strittiger Punkte scheiterte. Am See waren Grenzmale angebracht, die bestimmten, in welchem Bereich die Parteien fischen durften. Diese Zeichen wurden von der Gegenseite oft genug nicht beachtet, darüber hinaus kam es zu Reibereien zwischen den Fischern. Über den weiteren Verlauf des Prozesses ist nichts bekannt. Für die Gernröder Partei waren die Aussichten günstig, wahrscheinlich wäre es nie zu einer Vollstreckung gekommen. Daher beschlossen die beiden Parteien, wohl auch auf Betreiben des Papstes, einen Vergleich zu schließen. Der päpstliche Kommissar Levin von Veltheim, Propst in Hildesheim, rief die beiden Parteien nach Halle. Elisabeth nahm an den Verhandlungen nicht persönlich teil, sondern entsandte den Notar Otto Spiegel sowie den Präfekten von Gernrode, Johannes von Minnigerode. Am 20. Dezember 1510 wurde der Vergleich geschlossen. Die Äbtissin verzichtete auf alle Rechte an dem See zu Gunsten des Bischofs von Halberstadt und des Rates der Stadt Aschersleben. Der Bischof zahlte dafür 3000 Rheinische Gulden an das Stift Gernrode, welche in Quedlinburg hinterlegt wurden. Darüber hinaus verpflichtete er sich zur jährlichen Lieferung von zwei Zentnern Hecht aus dem See oder, falls nicht genug Fische vorhanden sein sollten, zur Zahlung von acht Gulden. Die 3000 Gulden verwendete Elisabeth mit Zustimmung des Schutzvogtes Wolfgang von Anhalt zur Einlösung des Zehnten zu Frose, der an die Stadt Aschersleben verpfändet war. Der angelegte See bestand bis zum Jahr 1703, dann wurde er abgelassen.
Allerdings hatte der Prozess noch ein Nachspiel. Das Stift Frose machte dem Stift in Gernrode die vom Erzbischof gezahlten 3000 Gulden streitig, mit der Begründung, dass die überschwemmten Äcker und Wiesen zu Frose gehört hätten. Die Äbtissin hingegen beanspruchte die Summe, weil Frose unter ihre Aufsicht gestellt war. Elisabeth gelang es, einen Ausgleich herbeizuführen. In Frose lebten zu diesem Zeitpunkt außer der Dekanin Elisabeth Gutemann nur noch zwei Frauen. Die Äbtissin überzeugte diese, nach Gernrode überzusiedeln und die noch vorhandenen Einkünfte und Besitzungen dem Stift Gernrode zu überschreiben. Die Stiftsdamen stimmten zu und zogen im Jahr 1511 nach Gernrode um.

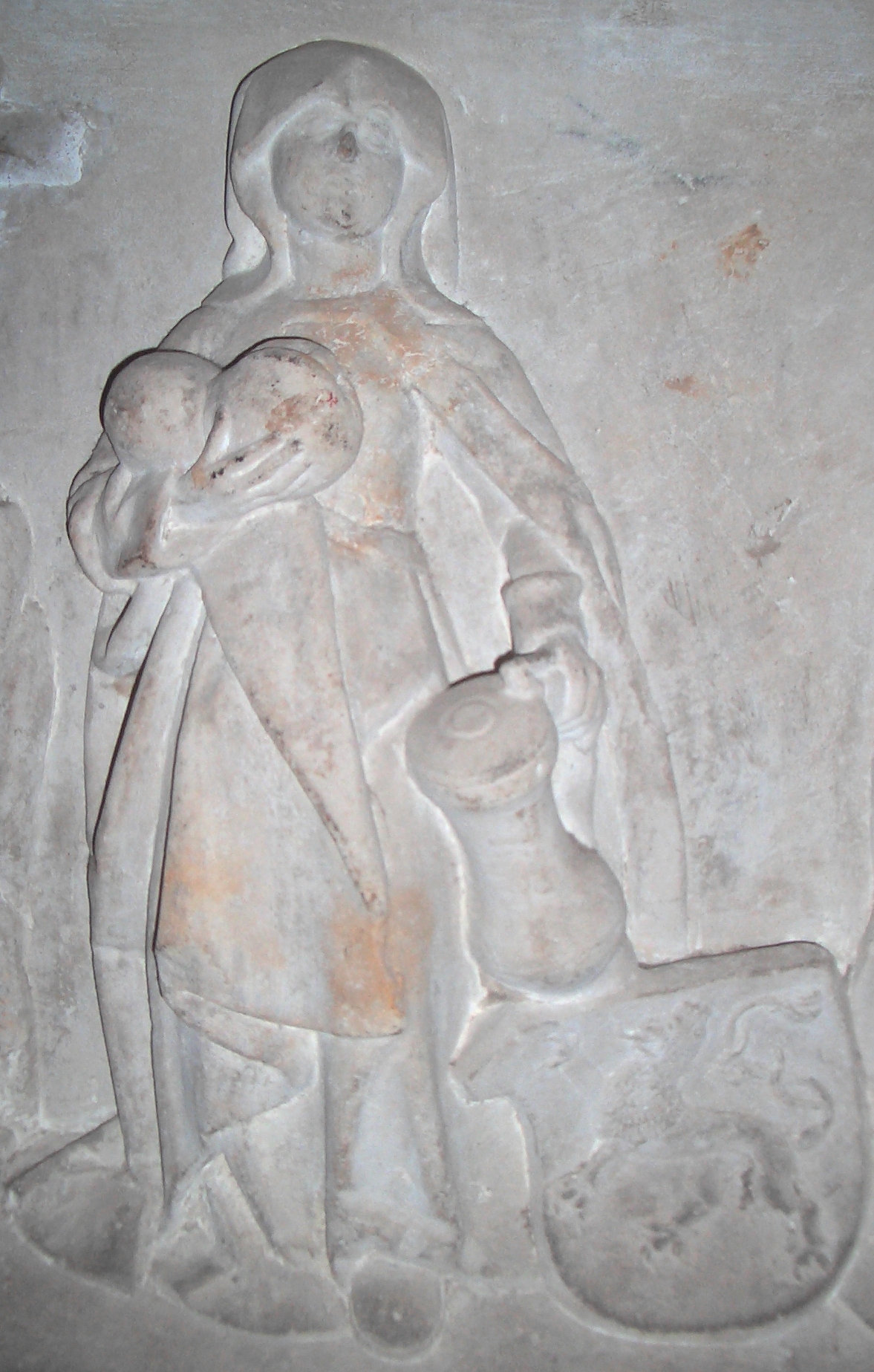
Bildnis der Elisabeth von der Gerothumba mit dem Wappen derer von Weida

Elisabeth schaffte es nicht nur, den Prozess um den See bei Frose zu beenden, sondern bemühte sich auch mit Erfolg, die Einkünfte des verarmten Stiftes zu steigern, unberechtigte Forderungen abzuwehren und ehemaliges Eigentum des Stiftes wieder zurückzugewinnen. So schrieb sie im Jahr 1516 an den Erzbischof von Magdeburg, dass die Bürger von Staßfurt den dem Stift zustehenden Zins in Höhe von 40 rheinischen Gulden nicht gezahlt hätten, und forderte ihn auf, die Bürger anzuhalten, das Geld zu entrichten.
Sie verwahrte sich bei Kaiser Karl V. dagegen, dass der Bischof von Halberstadt den zu Gernrode gehörenden Dörfern Frose, Nachterstedt, Groß und Klein Alsleben, sowie Alikendorf eine Steuer auferlegt hatte, obwohl das Stift Gernrode reichsunmittelbar war. Karl V. sah darin einen Eingriff in die kaiserliche Oberhoheit und untersagte Erzbischof Albrecht in einem Erlass vom 4. Juni 1527 die Besteuerung. Er forderte ihn auf, 20 Mark lötigen Goldes je zur Hälfte an die Kaiserliche Kammer und an die Äbtissin zu zahlen sowie den Untertanen des Stiftes binnen drei Wochen die zu Unrecht erhobenen Steuern zurückzuzahlen. Allerdings war die Wirkung dieses Erlasses zweifelhaft, denn Ende des Jahres 1531 wandte sich die Äbtissin in dieser Angelegenheit wieder an den Kaiser. Sie teilte ihm mit, dass der Erzbischof nach drei Jahren die Steuer immer noch erhob. Da sich die Bürger geweigert hatten, die Steuern zu zahlen, hatte sie der Hauptmann von Gröningen, Heinrich von Brandenstein, mit Gewalt eingetrieben. Dadurch hatte das Stift keine Einkünfte und konnte seine Priester und Kirchdiener vier Wochen lang nicht entlohnen. Vom Kaiser erging daraufhin der Befehl an den Erzbischof von Magdeburg, die Besteuerung zu unterlassen und zur Strafe abermals 20 Mark lötigen Goldes zu zahlen.
Der Äbtissin gelang es im Verlauf ihrer Amtszeit, die Finanzen des Stiftes zu sanieren. Musste das Stift früher selbst Geld leihen, konnte sie sogar im Jahr 1531 an die Grafen von Regenstein 1800 Gulden verleihen.

### Bautätigkeit
Das in der Vierung der Stiftskirche aufgestellte Hochgrab für den Markgrafen Gero wurde 1519 errichtet.
Das Grab war eine Stiftung der Äbtissin und der Pröpstin Ursula von Kittlitz. Das Wappen der beiden ist auf den Seiten der Tumba abgebildet. Es ist aus Sandstein hergestellt und hat die Maße von 94 Zentimetern in der Höhe, 99 Zentimetern in der Breite sowie 212 Zentimetern in der Länge.
Auf den Seitenflächen befinden sich mehrere auf dem Sockel stehende Figuren.
Auf der Nordseite: Andreas, Matthias, Johannes und Petrus. Die Südseite ist mit folgenden Figuren versehen: Antonius, Hedwig (die Figur hält ein Modell der Kirche in der Hand, möglicherweise sollte hier die erste Äbtissin des Stiftes Hathui (Hedwig) dargestellt werden), daneben noch die Figuren von Maria, Elisabeth (eventuell die Äbtissin), sowie Onofrius. Die beiden Schmalseiten bieten nur Platz für je zwei Figuren. Auf der Westseite sind dargestellt: Cyriakus als Stiftsheiliger und Bischof Benno von Meißen. Die Ostseite ist versehen mit den Figuren der Apostel Philippus und Thomas. Die Deckplatte zeigt den Markgrafen im Hochrelief in einer Rüstung vom Beginn des 16. Jahrhunderts. In seiner rechten Hand hält er das Schwert, in seiner Linken die Fahne. Die Füße sind auf einen Löwen gestützt, der ein Wappenschild hält.

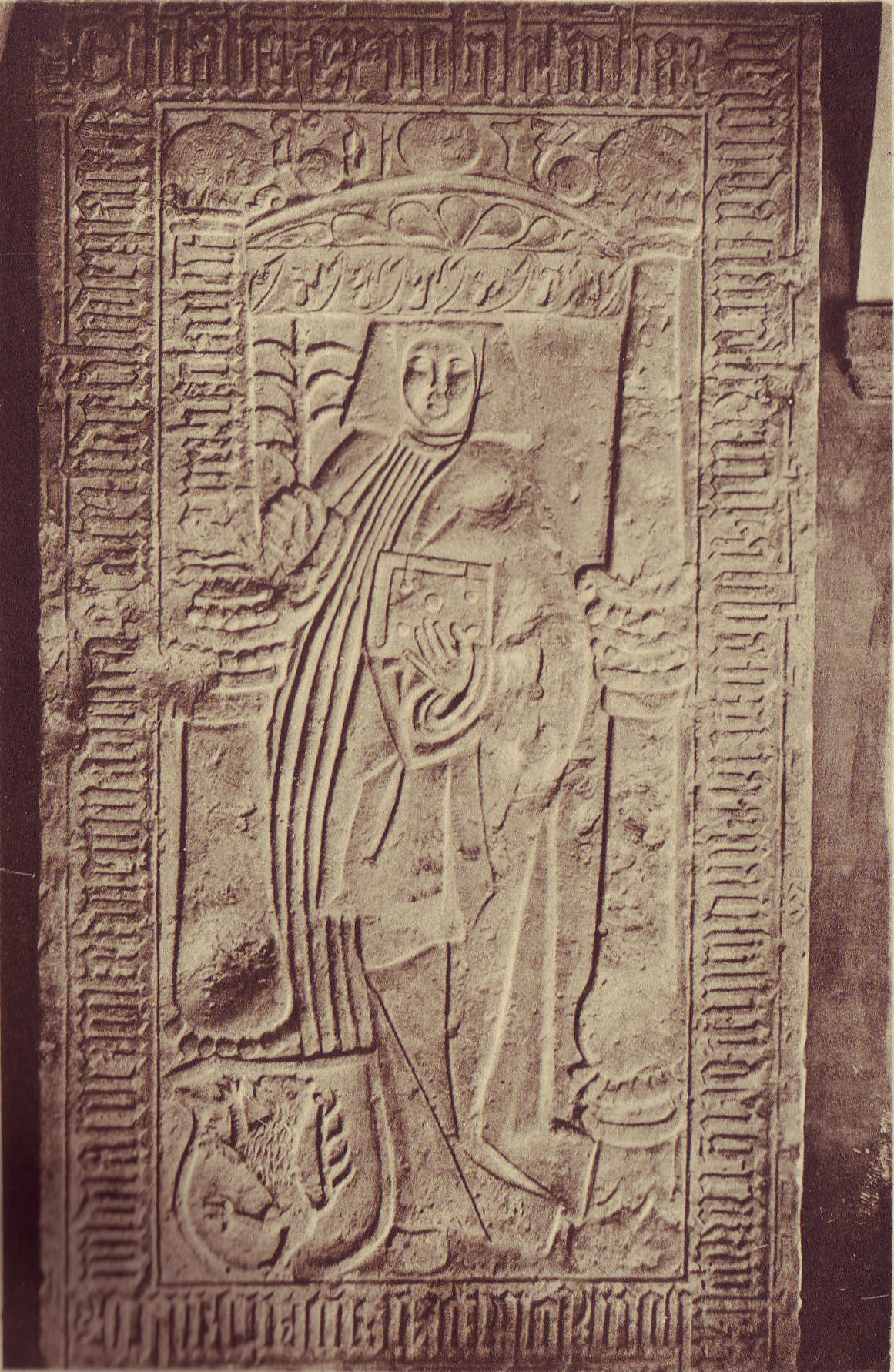
Grabplatte der Elisabeth von Weida

Am Grabmal haben in früheren Jahrhunderten regelmäßig am 20. Mai Gedächtnisfeiern zu Ehren Geros stattgefunden. Der Chronist Andreas Popperodt berichtet davon.
Außer der neuen Tumba für den Markgrafen Gero ließ die Äbtissin auch für sich eine Grabplatte herstellen, die erhalten blieb. Sie stellt die Äbtissin als Relief, in Amtstracht unter einem Baldachin, in der linken Hand eine Palme und in der rechten Hand ein Buch haltend, dar. Am unteren Ende der Platte ist das Wappen der Herren von Weida zu sehen, der aufsteigende Löwe. Eine mit vielen Abkürzungen versehene und teilweise beschädigte Inschrift läuft um die Darstellung. Sie lautet: Elisabet ex nobili familia de Wyda clara hujus ecclesiae abbatissa, quae prima evangelium Christi per Dei gratiam amplexa hueque suis impensis invectum multorum invidia enravit et Diem -- -- -- etate in fide filii Dei paceque bona anno domini 1532 11. aprilis clausit.
Die Übersetzung der Inschrift nach Schubart in den Mitteilungen des Vereins für Anhaltische Geschichte und Altertumskunde 1904 lautet: Elisabeth aus der edlen Familie von Weida, die berühmte Äbtissin dieser Kirche, welche zuerst das Evangelium Christi durch Gottes Gnade angenommen und auf ihre eigenen Kosten hierher einzuführen, trotz vieler Anfeindungen Sorge getragen hat, beschloss ihre Lebenstage in einem Alter -- -- -- im Glauben an den Sohn Gottes und in gutem Frieden am 11. April im Jahre des Herren 1532. Ursprünglich befand sich die Grabplatte im nördlichen Seitenschiff. Sie wurde im Jahr 1921 aufrecht an die nördliche Epistelambo verbracht, wo sie sich noch heute befindet.
Andere Grabplatten wurden bei einer Restaurierung der Stiftskirche in den Jahren 1832/1833 zu den Treppenstufen verarbeitet, die zum Chor hinaufführen.

### Einführung der Reformation
Der genaue Zeitpunkt der Einführung der Reformation im Stift ist nicht bekannt. Die Daten dazu sind widersprüchlich. Johann Christoph Beckmann gab in seinem Buch Accesiones Historia Anhaltinae von 1716 das Jahr 1521 an und übernahm damit die Daten von Andreas Popperodt aus den Annales Gernrodensis von 1560. Dagegen sprechen zum einen der Treueid, den die Stiftsuntertanen nach ihrer missglückten Erhebung im Dezember des Jahres 1525 hatten leisten müssen. Dieser schließt mit den Worten: „als mir Gott helfe und alle Heiligen“. Wäre zu diesem Zeitpunkt die Reformation schon im Stift eingeführt gewesen, wäre die Eidesformel sicher eine andere gewesen. Der zweite Anhaltspunkt befindet sich in einem Schreiben eines Anwaltes der anhaltischen Fürsten vom 6. November 1527 an das kaiserliche Kammergericht: „bis ungefähr vor zwei Jahren, da die Äbtissin die lutherische Religion und Lehre an sich selber genommen“. Wahrscheinlich liegt der Zeitpunkt am Anfang des Jahres 1526.

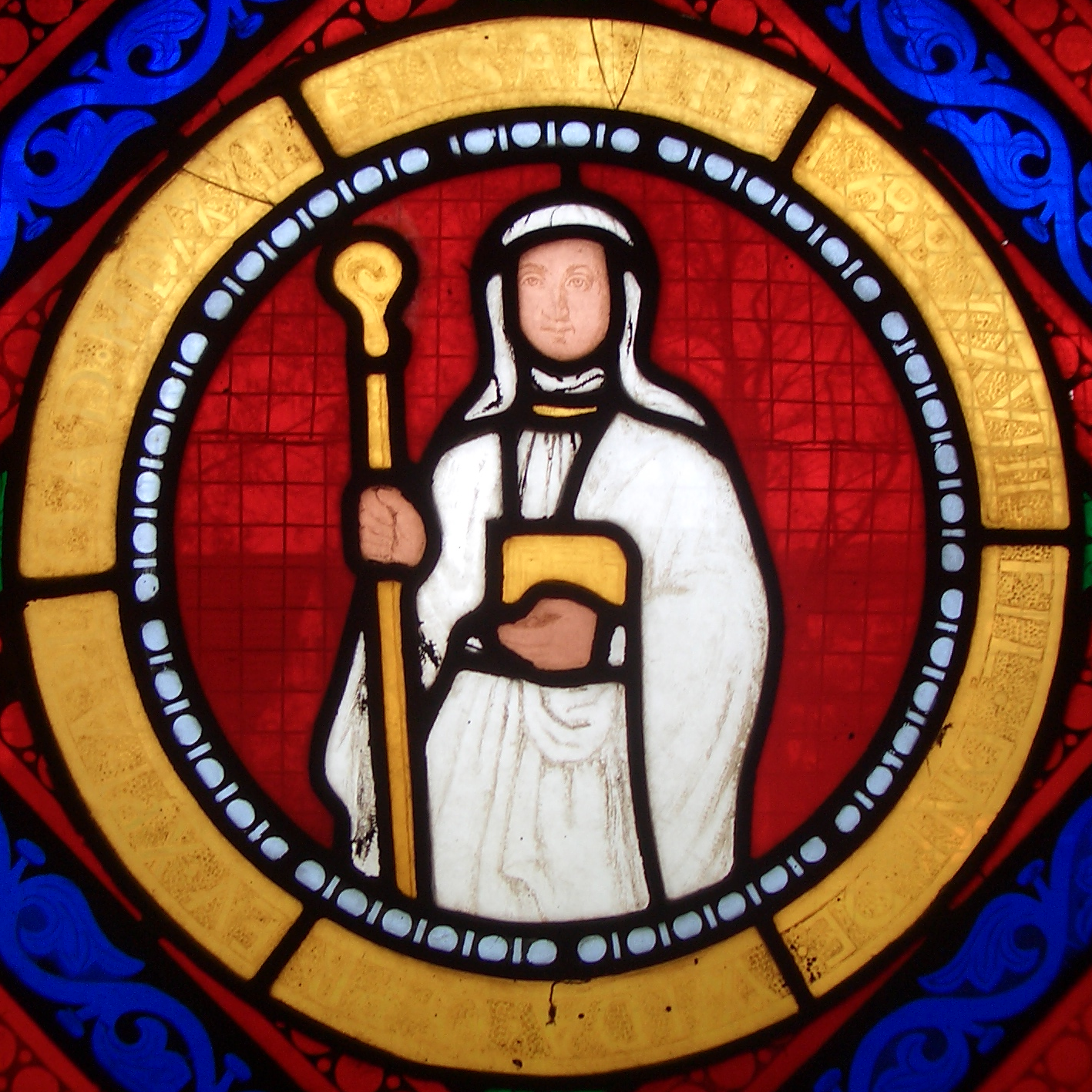
Elisabeth von Weida in einer Darstellung des 19. Jahrhunderts

Wenn auch die Einführung der Reformation im Stift Gernrode erst im Jahr 1526 erfolgte, so ist dieser Zeitpunkt dennoch sehr früh, denn alle Fürsten, Klöster der Umgebung, selbst Teile des eigenen Kapitels hingen noch dem alten Glauben an. Ein Grund, weshalb Elisabeth so früh von Luthers Lehre angezogen wurde, obwohl sie ihn nicht persönlich kannte und anscheinend auch nicht in Briefwechsel mit ihm gestanden hat, könnte der vorreformatorische Geist sein, der bereits unter ihrer Vorgängerin in Gernrode geherrscht zu haben scheint. So berichtete Heinrich Basse, der letzte Prior des Benediktinerklosters in Ballenstedt, Anfang des 16. Jahrhunderts, „dass die Äbtissin Scholastika von Anhalt in große Gewissennöte geriet um der damals geltenden Kirchenlehre und der gottesdienstlichen Gebräuche willen“. Scholastica bekannte, dass sie zwar auf dieselbigen habe schwören müssen, inzwischen aber erkannt habe, das viele von ihnen der heiligen Schrift zuwider seien und der Lehre der heiligen Väter, der Urkirche und ihren Satzungen nicht entsprächen. Mit ihren Problemen hatte sich die Äbtissin an ihren Vetter Fürst Wilhelm Ludwig gewandt. Dieser war Mitglied des Franziskanerordens. Er versuchte sie zu beruhigen und erbot sich, mit ihr schriftlich darüber zu verhandeln. Ob allerdings Scholastikas Sorgen ausgeräumt wurden, ist nicht bekannt.
Unter den Kanonikern des Stiftes hatte die Reformation anscheinend ebenfalls schon früh Anhänger gefunden. Einige bekannten sich bereits 1517 zur reformatorischen Lehre. Den Begabtesten unter ihnen, den späteren ersten evangelischen Superintendenten des Stiftes Gernrode, Stephan Molitor oder Mylius, welcher bereits 1511 als Diakon an der Stiftskirche geführt wurde, schickte Elisabeth zur Studium der Lehre Luthers zwischen 1519 und 1521 nach Wittenberg. Seine persönlichen Berichte und die Lektüre der von ihm nach Gernrode gebrachten Flugschriften Luthers – die ehemalige Klosterbibliothek von Gernrode enthält sechs starke Bände davon – dürften die Einführung der Reformation gefördert haben.
Am 28. Januar 1521, dem Jahr der Rückkehr von Molitor nach Gernrode, fand in Worms ein Reichstag statt. Zu ihm entsandte Elisabeth Johannes von Minnigerode als Vertreter des reichsunmittelbaren Stifts Gernrode. Auf dem von Kaiser Karl V. angesetzten Reichstag sollte der schwelende Religionsstreit beigelegt werden. Zunächst bat Johannes im Namen der Äbtissin den Kaiser um Bestätigung der zum Stift gehörenden Besitzungen. Diese Bestätigung erhielt er am 25. Februar 1521. Am 16. April traf dann Luther in Worms ein. Johannes vom Minnigerode hat ihn wahrscheinlich reden hören und seiner Herrin nach seiner Rückkehr nach Gernrode davon berichtet.
Die Berichte und die Vorgänge im Stift scheinen Elisabeth nach einiger Zeit dazu bewogen zu haben, sich öffentlich zur Lehre Luthers zu bekennen. Der größte Teil des Kapitels scheint allerdings mit der Einführung der Reformation im Stift nicht einverstanden gewesen zu sein und wollte am katholischen Glauben festhalten. Der Gottesdienst sollte auch weiterhin in althergebrachter Form abgehalten werden. Um die Streitigkeiten zu lösen, berief Elisabeth eine Versammlung des Kollegiums ein, auf der sie überzeugend ihre Gründe für die Einführung der Lehre Luthers darlegte. Im Jahr 1523 arbeitete Molitor einen Vorschlag zur Reform des Gottesdienstes aus. Unter Berufung auf Luther plante er die Ersetzung der Messe durch die Lesung des Evangeliums oder einer Epistel; die Vesper sollte auf Deutsch gehalten werden. Darüber hinaus sollte der Heiligenkult abgeschafft werden, da er keine Rechtfertigung in der Heiligen Schrift finde.

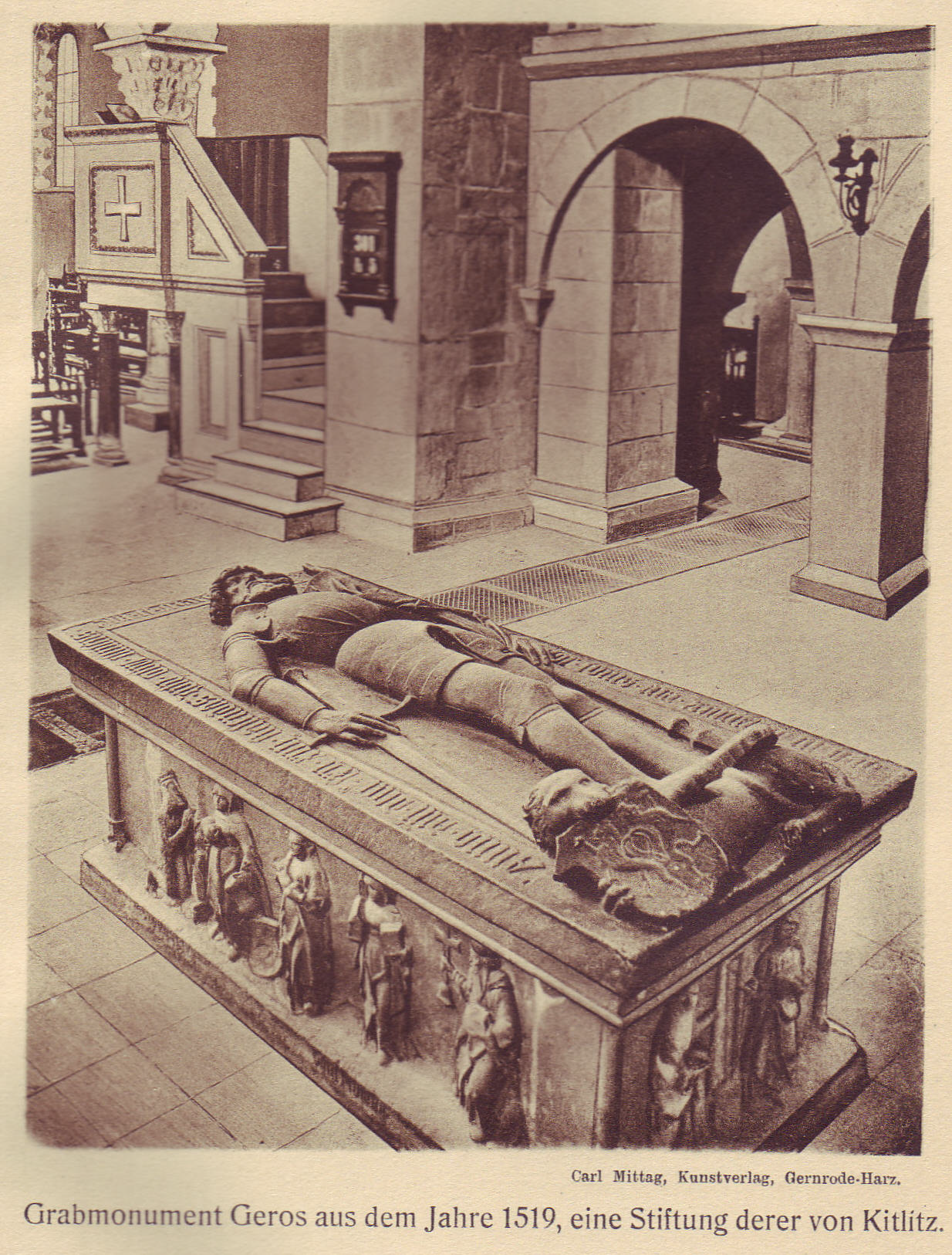
Grabmal des Markgrafen Gero von 1519

Die Vorschläge wurden erst später umgesetzt, wie der Eid der 1525 unterworfenen Bauern beweist. Allerdings setzte sich im Laufe der 1520er Jahre die Priesterehe in Gernrode durch. Einer der ersten, der heiratete, war Stephan Molitor. Die vollständige Aufnahme der evangelischen Lehre in allen zum Stift gehörenden Kirchen vollzog sich langsam. So hielten sich einige Elemente der katholischen Liturgie bis zur Mitte des Jahrhunderts. Die erste Kirchenvisitation, an welcher der Superintendent Stephan Molitor teilnahm, fand im Jahr 1545 statt.
Gegen die Einführung der Reformation im Stift gab es Widerstand in den Reihen der Pfarrgeistlichkeit. Die Äbtissin versuchte ihn dadurch zu brechen, dass sie Priester, die dem katholischen Bekenntnis treu bleiben wollten, entfernen ließ. So wurde der Priester Hermann Heinze, dem sie 1512 die Pfarrei in Waldau übertragen hatte, durch den evangelisch gesinnten Pfarrer Johann ersetzt, weil Heinze sich gegen die Durchführung der Reformation in seiner Pfarrei gewehrt hatte. Der neu eingesetzte Pfarrer wurde vom Fürsten Johann von Anhalt vertrieben. Gegen dieses Vorgehen erhob die Äbtissin beim Kaiser Einspruch und erwirkte eine für das Stift günstige Entscheidung. In der Folgezeit wurden die Pfarrstellen von der Äbtissin nur noch an evangelische Geistliche vergeben. Pfarrer Konrad Rüde, der im Jahr 1533 von der Äbtissin die Pfarrei Ströbeck erhielt, musste den Eid ablegen, sein Amt nach dem lauteren Wort Gottes in evangelischem Sinne auszuführen.

### Bauernkriege
Im Jahr 1525 kam es zwischen dem Stift und seinen Untertanen zu Auseinandersetzungen. Dies geschah im Zuge des Deutschen Bauernkriegs, wovon auch Gernrode betroffen war, zumal Thomas Müntzer, einer der Anführer, sein Quartier im nahen Stolberg hatte.
Zu diesem Zeitpunkt war die Lage der Stiftsuntertanen schlecht. Sie waren gewaltsam daran gehindert worden, in der hergebrachten Weise Holz in den Stiftsforsten zu schlagen. Darüber hinaus hatten sich die Abgaben und Dienste für das Stift in den letzten Jahren und Jahrzehnten erheblich erhöht, wie es in einem Beschwerdebrief des Bürgermeisters und der Ratsherren des Fleckens Gernrode vom 18. August 1525 an den Fürsten Wolfgang von Anhalt dargelegt wurde. Dieselben Beschwerden waren vermutlich schon früher an die Äbtissin gegangen, aber weder sie noch der Fürst scheinen darauf reagiert zu haben. Am 5. Mai 1525 rotteten sich die Bauern von Gernrode zusammen, zogen zum Stiftsgelände und versuchten, sich Gehör und Einlass zu verschaffen, auch um zu plündern. Die Äbtissin trat den Aufrührern an der Spitze des Konventes entgegen. Nach Beckmann warf sie ihnen vor, sie hätten sich der Empörung schuldig gemacht, und bezichtigte sie der Pflichtvergessenheit. Mit den Worten: „Sie sollten sich nicht zu Torheiten hinreißen lassen und nicht großes Unglück über sich und die Ihrigen bringen“, redete sie den Aufständischen ins Gewissen. Das entschlossene Auftreten muss Wirkung gezeigt haben, jedenfalls konnte ein gewaltsames Eindringen der Bauern in den Stiftsbezirk verhindert werden. Vermutlich hat sie aber auch Zugeständnisse machen müssen.
Nachdem die Bauern wieder abgezogen waren, konnte die Äbtissin ihre Position verbessern, denn ihr Bruder Heinrich XXIV., Vogt von Weida, kam mit einer Schar Bewaffneter seiner Schwester zu Hilfe. Ein bewaffnetes Vorgehen gegen die Bauern, wie es von ihm vorgeschlagen wurde, lehnte die Äbtissin jedoch ab.
Nachdem die mitteldeutschen Bauernhaufen geschlagen waren, gaben auch die Stiftsuntertanen ihren Widerstand auf. Sie unterwarfen sich am 21. Dezember 1525 der Äbtissin und erkannten, „dass sie Leib, Leben, Ehre, und Gut verwirkt hatten“, weil sie „sich wider Gott, Recht und Pflicht vergessen, ehrlos, treulos und meineidig geworden waren“. Die Strafe der Äbtissin fiel sehr milde aus, sie mussten „zur Poen, Buße, und Strafe“ eine Geldstrafe in Höhe von 200 Gulden im Laufe von zwei Jahren zahlen. Das Brauhaus zu Gernrode mit allem Eigentum und allen Gerechtigkeiten musste ebenfalls für eine gewisse Zeit zurückgegeben werden. Die Unterhändler hatten „mit aufgereckten Fingern neuen Eid, Pflicht und Handgelübde“ zu tun. Sie gelobten der Äbtissin als „ihrem natürlichen Erbherrn“ beständige Treue und Gehorsam und verpflichteten sich auch, geraubtes Stiftseigentum zurückzuerstatten, alle Abgaben pünktlich zu leisten und allen anderen Eiden und Verbindungen abzusagen. Der Eid schloss mit der Formel: „Dies Alles wie mir vorgelesen ist, und ich verjawortts habe, will ich stetig und feste halten, als mir Gott helfe und alle Heiligen“.
Die Gernröder Untertanen kamen recht gut davon, gemessen an den Strafen, die üblicherweise gegen die Teilnehmer am Bauernaufstand verhängt worden sind. Elisabeth hat dadurch möglicherweise neuen Unruhen vorgebeugt.

## Nachwirkung ihrer Herrschaft

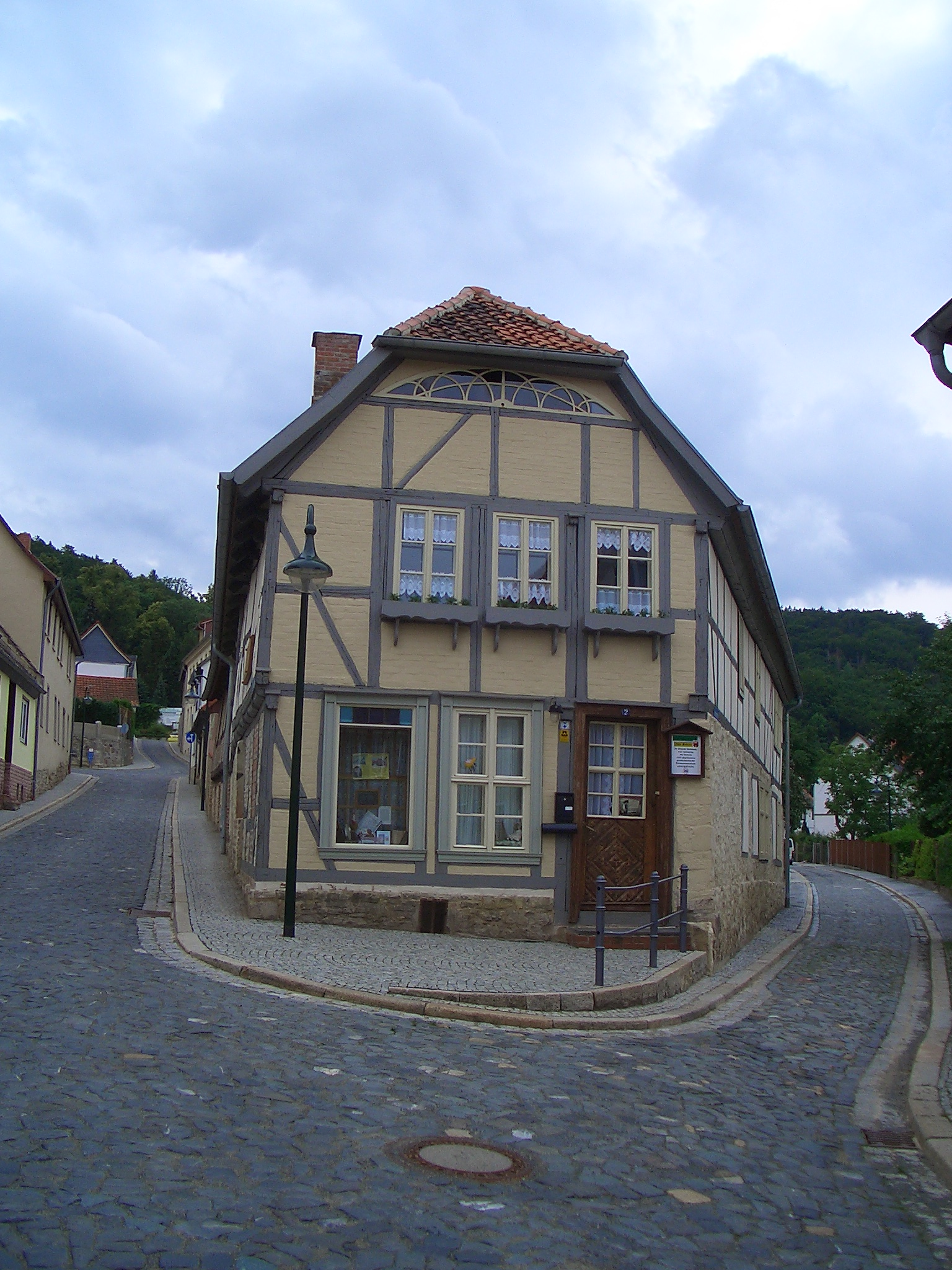
Ältestes evangelisches Schulgebäude Deutschlands in Gernrode

Die Reformation wurde nach dem Tode der Äbtissin Elisabeth von Weida von ihren Nachfolgerinnen im Amt der Äbtissin Anna von Plauen und Anna von Kittlitz weitergeführt.
Ein Schritt in diese Richtung war die Aufhebung der Exklusivität der Stiftskirche, die 1533 zur allgemeinen Pfarrkirche von Gernrode wurde. Die bis dahin vorhandene Sonderstellung der Stiftsinsassen wurde damit zum Teil aufgehoben und sie wurden in die Pfarrgemeinde einbezogen.
Ein wichtiger Meilenstein war die Einrichtung einer Schule in Gernrode. Die Initiative ging von Stephan Molitor aus. Er gab Elisabeth von Weida den Rat, eine Schule und ein Krankenhaus zu bauen und es mit jährlichen Einnahmen auszustatten. Unter ihrer Nachfolgerin Anna von Plauen wurde im Jahr 1533 die Schule gebaut und eingerichtet. Der erste Rektor an der Schule war Petrus Eilemann, zuvor der Privaterzieher mehrerer junger Barone, die mit der Äbtissin Anna von Plauen verwandt waren und in Gernrode lebten. Bereits 1533 wurden ihm ein Kantor und ein Schulmeister zur Seite gestellt. Nach dem ältesten erhaltenen Lektionsplan von 1779 wurde in der Schule Religion, Lesen, Schreiben und Rechnen gelehrt. Es ist anzunehmen, dass dies auch bei der Gründung so war.
Wo sich das erste Schulgebäude befand, kann nicht ermittelt werden; es ist davon auszugehen, dass es an der Stelle des heutigen Hauses Cyriacusstraße 2 stand. Noch in der ersten Hälfte des 19. Jahrhunderts bis zum Umzug in das neue Schulgebäude, die ehemalige Sankt-Stephanuskirche, befand sich dort die Elementarschule. In diesem Gebäude hat der Kulturverein Andreas Popperodt ein Heimat- und Schulmuseum eingerichtet.
Die Einführung der Reformation in allen Kirchen des Stiftes dauerte noch längere Zeit. 1548 hatte sich Luthers Lehre im Stift aber bereits so durchgesetzt, dass sich jede neue Äbtissin verpflichten musste, die evangelische Religion, wie sie durch Gottes Gnade im Stift eingeführt sei, nie verändern, auch die gottesdienstlichen Einrichtungen, wie sie damals bestanden, nie verrücken zu wollen.
Am 11. April 1532 starb Elisabeth von Weida. Sie wurde unter großer Anteilnahme am 13. April in der Stiftskirche Gernrode beigesetzt. Ihre letzte Ruhestätte befand sich im nördlichen Seitenschiff.
Nach Elisabeths Tod verließ ihre Schwester Brigitte das Stift und kehrte zu ihrem Bruder zurück.